# Hypsipyla
Hypsipyla é um gênero de mariposa pertencente à família Crambidae.